# Van Riebeeckfestival
Het Van Riebeeckfestival (Afrikaans: Van Riebeeck-fees; Engels: Van Riebeeck Festival) was een festival in 1952 ter ere van de 300-jarige Nederlandse aanwezigheid in Zuid-Afrika. Het festival vond plaats in de gehele Unie, met een nationale afsluiting in Kaapstad. Het festival herdacht de aankomst van Jan van Riebeeck in de Kaap de Goede Hoop op 6 april 1652 en de grondlegging van de Nederlandse Kaapkolonie, die later zou uitgroeien tot de Unie van Zuid-Afrika. Samen met de Ossewatrek in 1938 en de onthulling van het Voortrekkermonument in 1949 vormde het Van Riebeekfestival de drie grootste Afrikaans-Nederlandse herdenkingsfeesten in Zuid-Afrika in de twintigste eeuw.

## Achtergrond

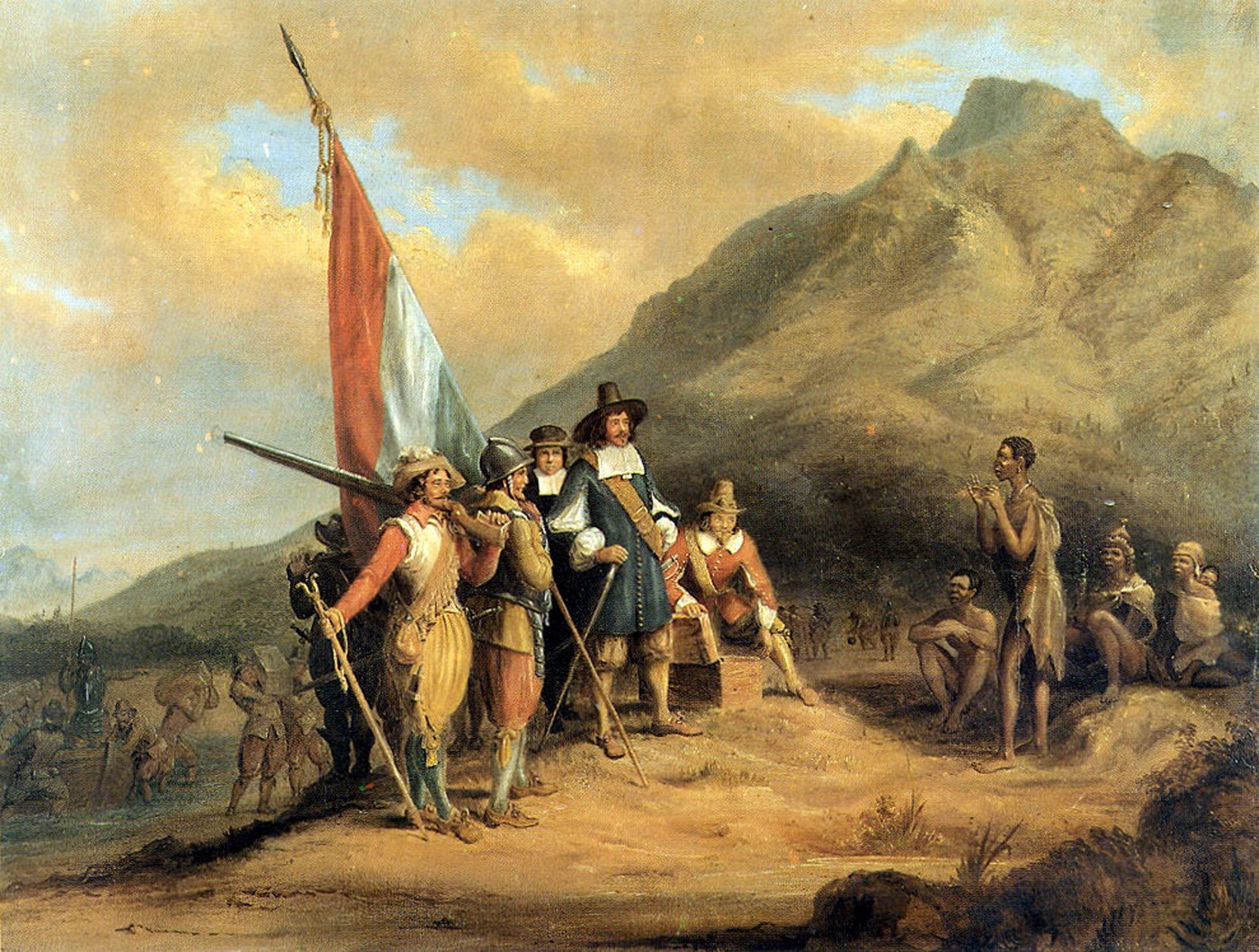
Aankomst van Jan van Riebeeck in de Kaap.

Op 6 april 1652 kwam Jan van Riebeeck in opdracht van de Vereenigde Oostindische Compagnie aan in de Kaap de Goede Hoop om daar een Nederlands tussenstation te stichten, waar schepen op weg naar Batavia konden rusten en vers voedsel konden inslaan. De nederzetting die Van Riebeeck stichtte, zou veel later Kaapstad gaan heten. Voor het verbouwen van voedsel waren boeren nodig, die de V.O.C. in Nederland wierf, de zogenaamde Vrijburgers. Hoewel de V.O.C. het stichten van een kolonie meermaals verbood, groeide de handelspost wel uit tot een kolonie. Toen de V.O.C. in 1795 failliet ging, telde het tussenstation meer dan 18.000 inwoners en een oppervlakte van 145.000 kilometer; het gebied van de Kaap de Goede Hoop tot aan de Oranjerivier.
Toen de V.O.C. failliet ging, namen de Britten het Nederlandse tussenstation over en noemden dit de Kaapkolonie. De Britten hadden hiervoor geen kolonie in Zuid-Afrika. Sommige vrijburgers accepteerden de Britse overheersing niet en trokken de Oranjerivier over, verder het binnenland in. Hier stichten zij hun eigen Nederlandstalige republieken: de Boerenrepublieken. Na de Eerste Boerenoorlog werd de onafhankelijkheid van deze republieken door de Britse machthebbers in Kaapstad bevestigd. Echter na de Tweede Boerenoorlog werden deze onafhankelijke republieken alsnog ingelijfd door Groot-Brittannië.
Twee Engelse koloniën, de Engelse Kaapkolonie en Natal werden samen met de voormalige republieken Oranje-Vrijstaat en de Zuid-Afrikaansche Republiek samengevoegd tot de Unie van Zuid-Afrika. Tegenwoordig zijn ongeveer 5 miljoen Zuid-Afrikanen van Nederlandse afkomst; zij zijn vooral Afrikaners en Kleurlingen.

## Het festival
Het Van Riebeeckfestival nam dezelfde vorm aan als de vorige volksfeesten toen het ruime staatssteun kreeg. De centrale feestcommissie stond onder voorzitterschap van dr. Abraham van der Merwe, bijna 40 jaar lang medeleraar van de NG-gemeente Kaapstad, vijf maal achtereenvolgens door de Kaapse Synode tot moderator verkozen en voorzitter van de eerste Algemene Synode in 1962. Plaatselijke feesten in het hele land moesten de weg vrijmaken voor de centrale viering in Kaapstad. Hiervoor ondernamen postkoetsen, getrokken door paardenspannen, uit alle uithoeken van het land tochten naar Kaapstad. Het idee was overgenomen van de symbolische ossenwagentrek naar Pretoria die 14 jaar eerder was gehouden bij de hoeksteenlegging van het Voortrekkermonument. De eerste minister, dr. D.F. Malan, opende de verrichtingen met het vertrek van de eerste koets uit Ohrigstad, het verste punt waar de Voortrekkers zich oorspronkelijk hadden gevestigd. Op de route hielden de verschillende gemeenschappen elk hun eigen feest; anders dan in 1938 nam hieraan ook de Engelstalige bevolking deel in plaats van alleen de Afrikaanstalige. Op verschillende plekken maakten ook de gekleurde gemeenschappen deel uit van de vieringen.